# Liste des navires de la marine royale malaisienne
Tous les navires de la marine royale malaisienne (RMN) portent le préfixe KD ( malais : Kapal Di-Raja, littéralement «Royal Ship»), qui est équivalent à «His Majesty's Ship» en anglais. Le navire-école Tunas Samudra, cependant, porte un préfixe KLD (Kapal Layar Di-Raja) pour signifier "le bateau à voile de Sa Majesté".
[Quand ?]

## Sous-marins
Classe Scorpène  France :
- KD Tunku Abdul Rahman
- KD Tun Abdul Razak

## Frégates

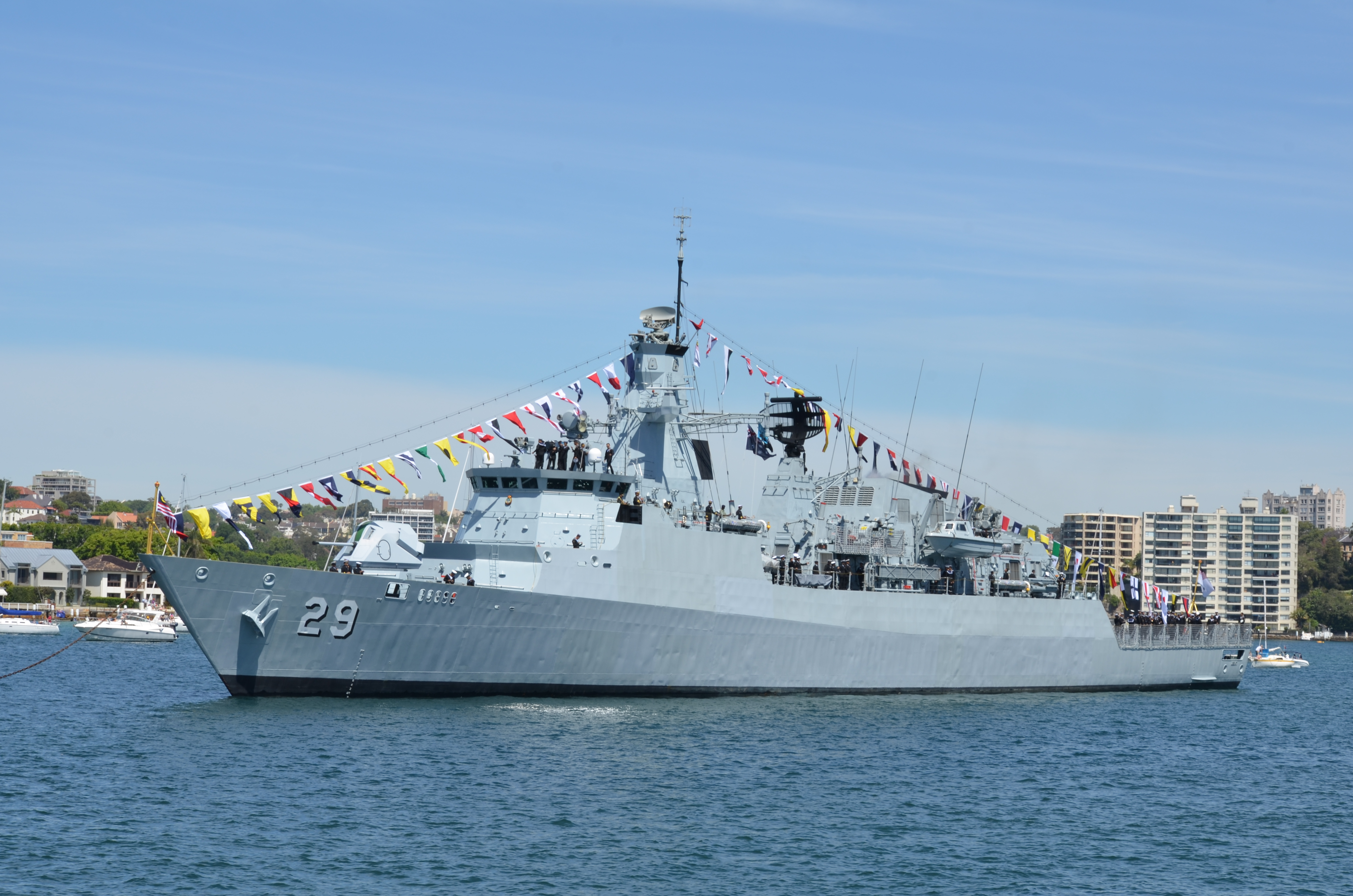
KD Jebat

Classe Maharaja Lela  France/ Malaisie :
- KD Maharaja Lela (2501)
- KD Syarif Masahor (2502)
- KD Raja Mahadi (2503)
- KD Mat Salleh (2504)
- KD Tok Janggut (2505)
- KD Mat Kilau (2506)

Classe Lekiu  Royaume-Uni :
- KD Jebat (FFG 29)
- KD Lekiu (FFG 30)

## Corvettes
Classe Kasturi  Allemagne :
- KD Kasturi (F25)
- KD Lekir (F26)

Classe Laksamana  Italie :
- KD Laksamana Hang Nadim (F134)
- KD Laksamana Tun Abdul Jamil (F135)
- KD Laksamana Muhammad Amin (F136)
- KD Laksamana Tan Pusmah (F137)

## Patrouilleurs
Classe Kedah  Allemagne/ Malaisie :
- KD Kedah
- KD Pahang
- KD Perak
- KD Terengganu
- KD Kelantan
- KD Selangor

Classe Keris  Chine/ Malaisie :
- KD Keris
- KD Sundang
- KD Badik
- KD Rencong

## Navires d'attaque rapide
Classe Perdana :
- KD Perdana
- KD Serang
- KD Ganas
- KD Ganyang

Classe Handalan  Suède : 
- KD Handalan
- KD Perkasa
- KD Pendekar (coulé le 25 août 2024)[1]
- KD Gempita

Classe Jerung  Allemagne :
- KD Jerung
- KD Todak
- KD Paus
- KD Yu
- KD Baung
- KD Pari

Classe Keris  Royaume-Uni :
- KD Sri Perlis
- KD Sri Johor

Classe Sri Tiga  Malaisie :
- KD Sri Tiga
- KD Sri Gaya

Classe CB90  Suède : 17 unités

## Dragueurs de mines
Classe Mahamiru  Italie :
- KD Mahamiru
- KD Jerai
- KD Ledang
- KD Kinabalu

## Navires auxiliaires
Classe Bunga Mas Lima  Malaisie :
- KA Bunga Mas Lima
- KA Bunga Mas Enam

Classe Ka tun Azizan  Malaisie :
- KA Tun Azizan

Classe Mega Bakti  Singapour :
- MV Mega Bakti

### Amphibious warfare ship
Classe Sri Indera Sakti  Allemagne :
- KD Sri Indera Sakti (1503)
- KD Mahawangsa (1504)

### Navires-écoles
- KLD Tunas Samudera  Royaume-Uni (1989)

Classe Gagah Samudera  Corée du Sud/ Malaisie :
- KD Gagah Samudera
- KD Teguh Samudera

### Navires océanographiques
- KD Perantau  Allemagne
- KD Dayang Sari  Malaisie
- KD Aishah  Malaisie

## Crédits
- (en) Cet article est partiellement ou en totalité issu de l’article de Wikipédia en anglais intitulé « Equipment of the Royal Malaysian Navy » (voir la liste des auteurs).